# Lananeeneenoonoo
Lananeeneenoonoo war der Name eines britischen Musikprojekts, das aus den drei Komödiantinnen Dawn French, Jennifer Saunders und Kathy Burke bestand. Das Projekt entstand zunächst für eine Parodie der Girlband Bananarama im Rahmen der Comedy-Sendung French & Saunders.

## Hintergrund
Im Frühjahr 1989 nahmen Lananeeneenoonoo gemeinsam mit Bananarama für die Hilfsaktion Comic Relief eine Coverversion des Beatles-Hits Help! auf. Die Single erreichte Platz drei in den britischen Charts und die Top 10 in zahlreichen weiteren europäischen Ländern.

## Diskografie
- Help! /  Bananarama & Lananeeneenoonoo (1989)